# Diecezja Dori
Diecezja Dori – diecezja rzymskokatolicka w Burkina Faso. Powstała w 2004.

## Biskupi diecezjalni
- Bp Joachim Ouédraogo (2004–2011)
- Bp Laurent Dabiré (2013–2024)